# Kayaba Ku-3
Kayaba Ku-3 là một loại tàu lượn chế tạo ở Nhật Bản vào năm 1941 để nghiên cứu tính khả thi của máy bay không đuôi. Nó được chế tạo trên thiết kế thành công Ku-2 trước đó.